# سیارک ۷۴۸

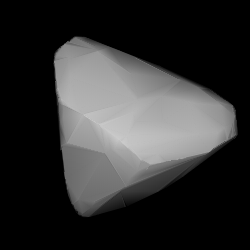
مدل سه‌بُعدی سیارک ۷۴۸ بر طبق منحنی نور آن

سیارک ۷۴۸ (به انگلیسی: 748 Simeisa، نامگذاری:1913RD) هفتصد و چهل و هشتمین سیارک کشف شده‌است که در ۱۴ مارس ۱۹۱۳ و در رصدخانه سایمیز کشف شد.
قدر مطلق سیارک برابر ۹٫۰۱ است.